# Cheval de Saxe
Le cheval de Saxe (également appelé cheval de Basse-Saxe, cheval de la dynastie des Guelfes ou cheval de Westphalie) est un motif héraldique. Il représente le peuple saxon, l’ancien duché de Saxe et les entités politiques qui s’y rattachent, avant tout celles appartenant aux Guelfes. C’est aujourd’hui le motif du blason du Land de Basse-Saxe. Le cheval de Westphalie avec sa queue dressée, est le motif du blason traditionnel de la Westphalie et constitue aujourd’hui, sous celle forme un élément du blason du Land de Rhénanie-du-Nord-Westphalie. La région néerlandaise voisine de Twente et le comté britannique de Kent portent également ce motif sur leur écusson actuel.
Le cheval de Saxe n’est pas lié à l'Électorat de Saxe dans les régions de l’Est telle que la Saxe, la Thuringe et la Saxe-Anhalt. Le nom de ces territoires trouve son origine dans la chute de Henri XII de Bavière dont le titre de Duc de Saxe a été attribué à la maison d’Ascanie puis à la maison de Wettin. Ces dynasties avaient pris part à la conquête de régions slaves de l’Est, emportant leurs armoiries le long du cours de l’Elbe. Les colonisateurs, population mixte germanophone, se nommaient effectivement « saxons », revendiquent le motif du cheval de Saxe, mais plus pour eux-mêmes. C’est pour les différencier que les termes de « Haute-Saxe » et de « Basse-Saxe » ont été créés.
L’écusson de la Basse-Saxe, et plus particulièrement de la « Westphalie », est composé d’un cheval blanc, en plein saut, sur fond rouge. Dès son apparition au XIVe siècle, il a été considéré plutôt comme un symbole populaire, régional que comme le signe d’un règne dynastique, c’est-à-dire plutôt un symbole du pays et de son peuple que de la famille souveraine des Guelfes. C’est ce qui fait sa popularité qui s’exprime encore aujourd’hui à travers l’art populaire. De nos jours, son impact en tant que symbole d’identité régionale n’est plus comparable qu’avec celui du blason bavarois comportant des losanges blancs et bleus provenant de l’écusson de la maison de Wittelsbach.

Le cheval de Saxe comme symbole du Land de Basse-Saxe
Le cheval de Saxe comme blason historique de Westphalie
Le Drapeau du Comté de Kent, Angleterre
Le cheval de Saxe comme blason de la région de Twente (Twentse Ros)

## L’origine dans l’ombre de l‘histoire
Depuis sa première apparition dans les sceaux et blasons au cours de la deuxième moitié du XIVe siècle, le cheval de Saxe est considéré comme symbole ancestral saxon. Depuis cette époque, il est utilisé comme instrument politique pour exprimer une revendication du pouvoir et l’identité anglo-saxonne. Il s’agit cependant manifestement d’une référence archaïsante à une tradition qui n’a en réalité jamais existé.

### Aucune référence pré-héraldique
Les saxons étaient un rassemblement de peuples germaniques de l’Ouest, probablement formé au IIIe siècle et dont l’existence est prouvée à partir du IVe. Les tribus des Chauques, des Angrivarii et des Chérusques qui se sont alliés aux Saxons vivaient au Ier siècle dans le Nord-Ouest de l’Allemagne actuelle et à l’Est des actuels Pays-Bas (voir Bas saxon).
Par la suite, vers la fin de l’Antiquité et au début du Moyen Âge, après un mouvement massif d’extension de population, des d’origine non-saxonne mentionnent et décrivent des Saxons en tant que pirates sur la mer du Nord, mercenaires romains, plus tard colons en Grande-Bretagne et païens à christianiser de force à la frontière du royaume des Francs. Aucun de ces auteurs ne donne la moindre indication concernant le cheval en tant qu’animal ou symbole tribal ou encore en tant que étendard des saxons. Les découvertes archéologiques de cette période ne donnent aucun indice non plus. On trouve certes des représentations d‘animaux sur des objets de la vie quotidienne de cette époque, mais elles représentent surtout du gibier tel que des cerfs ou des sangliers. On trouve aussi des représentations de chevaux, mais il n’est pas possible d’en déduire que le cheval symbolise la tribu.

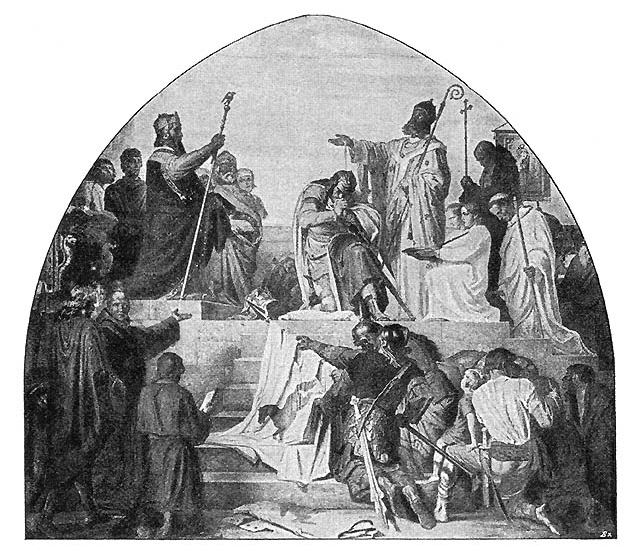
Le baptême de Wittekind d’après une esquisse d’Alfred Rethels, élément des Karlsfresken (1847-1861) dans la mairie de Aix-la-Chapelle (reconstruction photographique de 2000)

Au Xe siècle, alors que la dynastie saxonne des ducs Ludolphides régnait sur le territoire Est du royaume des Francs sous le nom d'Ottoniens, puis d’empereurs de ce que l’on appela plus tard le Saint Empire Romain-Germanique, alors dénommé « Teutschen Reich », le moine saxon Widukind de Corvey écrivit la première « histoire des Saxons », cette fois vue de l’intérieur (res gestae saxonicae). Il y raconte, pour la première fois sous forme écrite, l’origine des Saxons et des récits historiques et généalogiques, contribuant ainsi de façon déterminante à la création d’une identité saxonne. Le « cheval de Saxe » en tant que symbole tribal n’apparaît cependant pas non plus dans ses récits.
L’hypothèse du symbole du cheval provenant de la période pré-héraldique voire de traditions préhistoriques des Saxons ne se fonde que sur quelques indices qui ont probablement fait l’objet d’une interprétation a posteriori.

### Des souverains ayant des noms de chevaux
Les “noms de chevaux” des deux légendaires chefs de tribu saxons Hengist et Horsa, sont considérés comme une preuve que le cheval était un symbole de puissance pour les Saxons. D’après la légende, ces chefs furent, au Ve siècle apr. J.-C., les premiers souverains saxons des îles britanniques, dans la région de l’actuel comté de Kent.
Ce qui frappe au premier regard est la concordance avec les armoiries du comté anglais de Kent. L’utilisation d’un cheval qui se cabre comme symbole du Kent ne date cependant que de 1605 (dans une représentation de Richard Verstegen dans son ouvrage Restitution of Decayed Antiquities). Ce blason est officiellement attribué au comté de Kent en 1933.

Le blason de la région de Herford avec le cheval noir de Widukind

### Le cheval blanc de Widukind
D’après une tradition ancienne, Widukind, duc de Saxe et adversaire de Charlemagne au VIIIe siècle aurait eu sur son étendard un cheval noir qu’il changea en cheval blanc après sa conversion au christianisme. Une autre version raconte que Widukind aurait reçu de Charlemagne un cheval comme cadeau de baptême.
Le souvenir du cheval noir de Widukind avant l’ère chrétienne persiste dans quelques régions de la Westphalie, comme sur le blason de l’arrondissement de Herford. Dans l’église collégiale de Saint Dionysisus à Enger se trouve une tombe considérée comme celle de Widukind. Le blason de ce comté, un cheval noir se cabrant sur un fond blanc, exprime les liens que la population de Westphalie entretient encore aujourd’hui avec son ancien chef païen. Mais ces histoires aussi sont des légendes apparues plus tard et ne reposant sur aucune preuve datant de l’époque qui a précédé l’apparition du cheval dans l’héraldique.

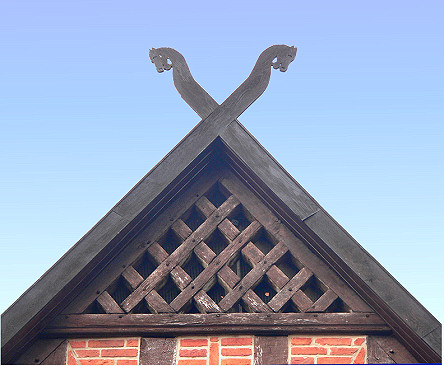
Décoration de pignon, commune de Wedemark près de Hanovre

### Des têtes de chevaux sur les frontons
Un autre signe de l’importance du motif du cheval dans la région de (Basse-)Saxe est la décoration typique des “maisons-halles de l’Allemagne du Nord” (maison de Basse-Saxe). Ce type d’architecture comporte, pour se protéger des intempéries, des “planches de pignon” ou “bordures de pignon” sur les côtés du pignon des toits de chaume typiques pour la région. Elles se croisent au faîte de la construction qu’elles dépassent d’un demi-mètre. Généralement, des têtes de chevaux sont sculptées aux extrémités de ces planches.

### Le cheval blanc d’Uffington

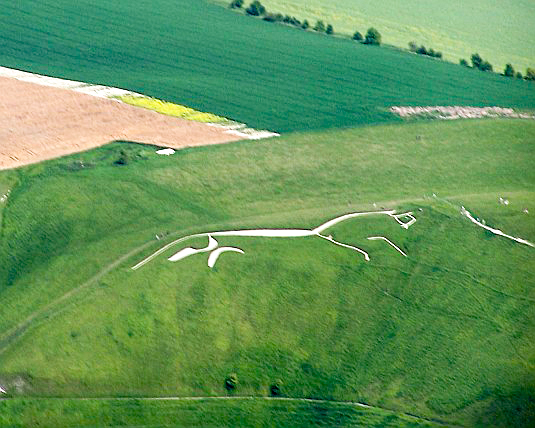
Vue aérienne du cheval blanc

Le cheval blanc d’Uffington est également cité dans la discussion pour établir l’ancienneté du cheval de Saxe. Aussi bien le très ancien cheval blanc d’Uffington que les imitations qui suivirent ne peuvent toutefois être considérés comme des preuves de l’utilisation pré-héraldique du cheval de Saxe en tant que symbole tribal ou objet de culte.
Le motif se trouve sur le flanc de White Horse Hill dans le comté d’Oxforshire et est considéré comme le plus ancien géoglyphe d’Angleterre. Il s’agit du dessin stylisé d’un cheval taillé dans la végétation et creusé dans le sol, rendant visible la couche de craie sous-jacente . Les contours sont formés par des fossés de 3 mètres de large et de 60 à 90 centimètres de profondeur. La silhouette de cheval mesure 107x37 mètres.
L’âge de ce géoglyphe est controversé. Traditionnellement, il est mis en relation avec les envahisseurs anglo-saxons de la Grande-Bretagne au Ve siècle et avec leurs chefs à demi mythiques Hengist et Horsa. D’après une autre tradition, il n’aurait été créé qu’au IXe siècle, en hommage à la victoire du roi Alfred le Grand contre les Danois.
Des mesures plus récentes datent le cheval d’Uffington de l’âge du fer ou même de la fin de l’âge du bronze. D’autres géoglyphes de chevaux blancs sur les collines du sud de l’Angleterre sont quant à eux considérés comme bien plus récents. La majorité d’entre eux sont considérés comme des imitations tardives du cheval d’Uffington, datant des XVIIIe et XIXe siècles.

### Des armoiries attribuées ultérieurement
Bien que, dans les premiers siècles de l’histoire saxonne, il n’existe pas de référence au cheval de Saxe, il est devenu courant plus tard, après le développement de l’héraldique, d’utiliser des blasons pour représenter cette époque précoce. Justement à l’apogée de l’héraldique, à la fin du Moyen Âge et au début des temps modernes, il était presque inimaginable de représenter un souverain sans armoiries.
C’est ainsi que l’écusson du cheval de Saxe a été attribué à des seigneurs morts bien avant le développement des blasons, tels que le duc Widukind ou le premier roi saxon de la Francie orientale, Henri Ier ainsi qu’à ses successeurs, les empereurs de la maison des Ottoniens.
Les traditions ainsi antidatées ont gagné en noblesse, ce qui était utile aux clients des artistes qui étaient souvent des utilisateurs contemporains de la tradition héraldique.

## Première apparition historique et signification
Le plus ancien témoignage de l’utilisation du cheval sur les blasons et sceaux est le sceau d’une pièce officielle émise par le podestat Gottfried I de Stade entre 1186 et 1201. Sa première utilisation en tant que sceau de la famille de Guelfe est une empreinte du sceau d’Albert Ier de Brunswick-Grubenhagen datant de l’an 1361. Le diamètre du sceau est de 3,5 centimètres et son bord portait l’inscription suivante:
SECRETU[m].ALBERTI.DVCIS.IN.BRVNESWIC. (français: “Sceau secret d’Albert, Duc de Brunswick”)
Au centre est représenté un cheval en marche qui ne lève que le sabot antérieur droit. Il est naturellement impossible de faire une description des couleurs d’un sceau. L’empreinte est conservée aux archives du Land de Basse-Saxe, dans la ville de Wolfenbüttel, sous le numéro 7A Urk 94.
La plus ancienne représentation en couleur de l’armoirie du cheval de Saxe provient de l'armorial des premiers (“Codex Seffken”) de Basse Rhénanie en l’an 1379/1380. Un cheval également en marche est représenté sur le bouclier et la décoration du casque est constituée d’une tête de cheval. Elle est désignée comme “l’ancienne armoirie de Brunswick”. Brunswick, ancienne résidence de Henri XII de Bavière, était considérée comme la capitale du royaume des Guelfes.
La raison de l’apparition du motif du cheval au milieu du XIVe siècle était d’ordre politique. Depuis 1354 au plus tard, il était prévisible que la branche de Lüneburg de la dynastie de Brunswick-Lüneburg (l’ancienne maison Lüneburg) allait s’éteindre, ce qui se produisit en 1369. L’empereur Charle IV avait déjà annoncé que la principauté de Lüneburg ne serait pas attribuée comme d’habitude à un membre de la dynastie de Brunswick, mais aux ducs ascaniens de Saxe-Wittemberg. Les Brunswick se sont cependant battus pour leur héritage durant la guerre de succession de Lüneburg. Le conflit ne s’arrêta qu’en l’an 1388 par la victoire des Brunswick à Winsen.
Cette altercation guerrière fut accompagnée par l’expression dans l’héraldique de la revendication par la famille des Guelfes de son droit sur l’ensemble de l’ancien territoire saxon (y compris le Lüneburg). A l’époque précédant l’invention des médias de masses, les blasons des maisons régnantes étaient un important moyen de communication dans les discussions politiques. De larges cercles de la population pensaient de façon “héraldique”. Malgré l’absence de preuves plus anciennes, le cheval devait avoir une signification en tant que qu’expression de l’appartenance identitaire tribale saxonne, sinon son utilisation dans ce contexte aurait eu très peu de sens. À partir de ce moment, le cheval fut toujours utilisé par la famille des Guelfes lorsqu’il s’agissait de revendiquer son pouvoir sur l’ensemble du territoire de (Basse-)Saxe, alors que normalement ils préféraient la représentation de lions ou de léopards sur leur blason.

## L’utilisation héraldique au cours de l’histoire

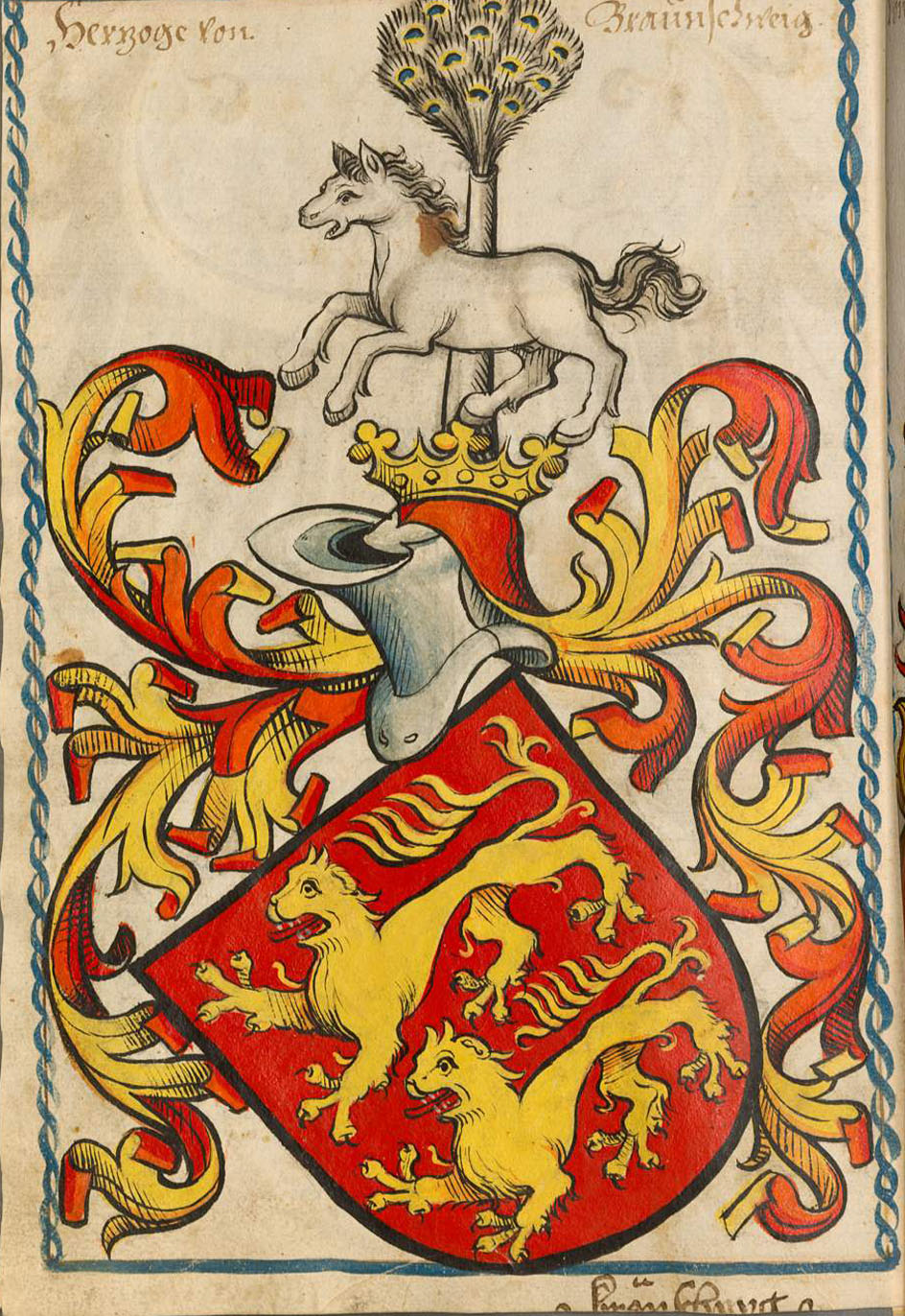
Le blason du duc de Brunswick dans l'armorial de Scheibler (1450-1480)

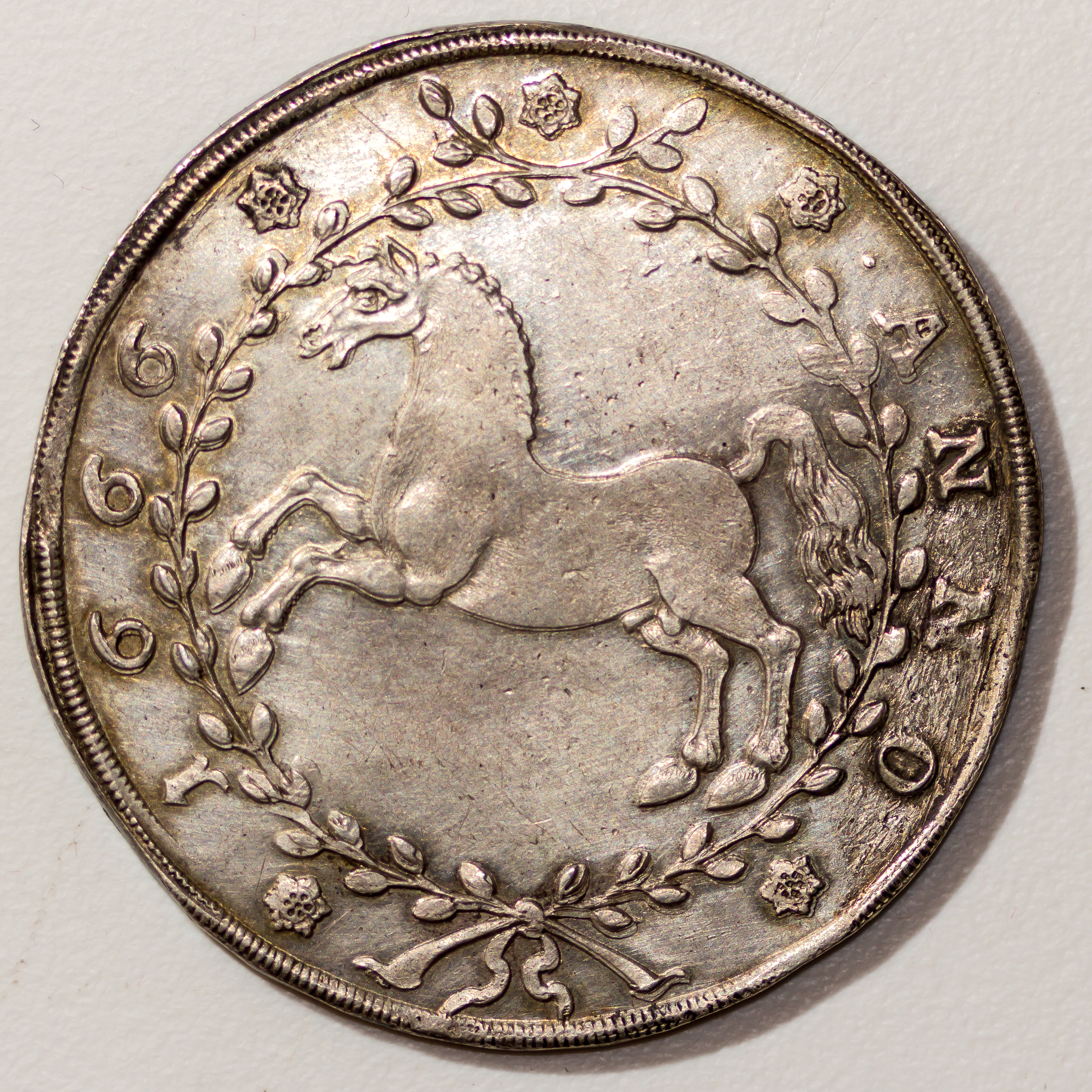
Un thaler de 1666 représentant Jean-Frédéric de Brunswick-Calenberg, revers

### La création des états territoriaux
À partir du XVe siècle, les ducs de Brunswick-Lüneburg ont principalement utilisé le cheval de Saxe comme élément de décoration sur les cimiers de leurs armoiries. Sur celles-ci, il saute devant une colonne blanche, décorée de plumes de paon. Plus tard, il saute devant une colonne rouge surmontée d’une couronne et d’une étoile dorées, ornementées par trois plumes de paon. Cette version plus tardive de décoration de casque est encadrée par deux faucilles agrémentées de plumes de paon. Un tel cheval devant une colonne rouge représente également depuis 1570 les armoiries de la ville de Wolfenbüttel.
Le cheval blanc en plein saut est resté apprécié dans la conscience du peuple et souvent utilisé dans l’art populaire. On le retrouve sur des bâtiments, des girouettes, des plaques de four, des chopes de bière et en tant que décoration sur beaucoup d’objets du quotidien. Les souverains remarquèrent la popularité du motif et le montrèrent au peuple sur des pièces de monnaie (plus tard aussi sur des billets de banque et des timbres), des médailles, des boutons d’uniforme et des drapeaux militaires. Ils utilisaient ainsi les liens du peuple avec son cheval de Saxe dans un objectif dynastique.
A la fin du Moyen Âge, lors de la formation des états territoriaux, les différents territoires appartenant aux Guelfes (terme général : duché de Brunswick-Lunebourg) se sont condensés durant l’absolutisme et sont devenus
- l’électorat de Brunswick-Lunebourg
- et la principauté de Brunswick-Wolfenbüttel.

Dans l’héraldique apparurent alors des blasons à plusieurs cases qui réunissaient les écussons de tous les territoires conquis par les souverains de l’époque. Ce n’était pas toujours facile d’utilisation au quotidien, car sur les trop petites représentations, les cases de chaque écusson n’étaient plus identifiables et l’impression d’ensemble manquait. C’est pourquoi le cheval de Saxe était volontiers employé comme “petit écusson” pour l’administration des régions appartenant aux Guelfes. Il était facile à mémoriser et à comprendre.

### Le cheval de Saxe dans l’empire britannique

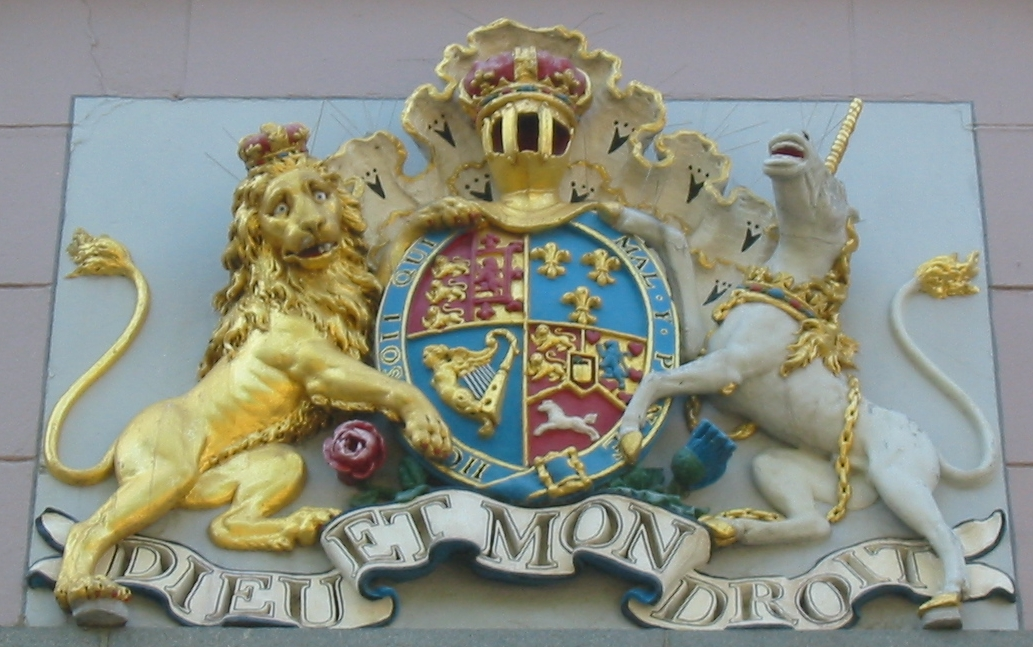
Le blason royal britannique avec le cheval de Saxe

Quand les princes électeurs de Hanovre sont également devenus, par alliance, rois de Grande-Bretagne en 1714 (et aussi d’Irlande en 1801) et ont déménagé à Londres, ils ont emporté l’emblème du cheval de Saxe. Déjà le revers de la médaille du couronnement de George Ier représente un cheval sautant du nord de l’Allemagne vers les îles britanniques.
Par la suite, le cheval de Saxe ainsi que le lion des Guelfes, le léopard et les écussons anglais, écossais et irlandais ont été assemblés pour former un conglomérat héraldique désormais utilisé comme signe de domination partout dans le monde : en Amérique et en Australie, en Inde et en Afrique. Cette combinaisons d’écussons forme encore aujourd’hui les armoiries familiales des Guelfes.
Pour ce qui est des drapeaux, l’Union Jack britannique a été par intermittence combiné avec le cheval de Saxe. Pour cela, le cheval en plein saut a été inséré dans le champ rouge, à l’intersection des deux larges bandes de la croix de Saint Georges.
Des vestiges du cheval de Saxe subsistent dans certaines parties de l’ancien empire britannique, comme sur l’écusson de la ville de Guelph (“Welf”) en Ontario/Canada, sur lequel est représenté un cheval blanc en plein saut sur une bande centrale rouge.

### Le cheval de Saxe pour et contre Napoléon.

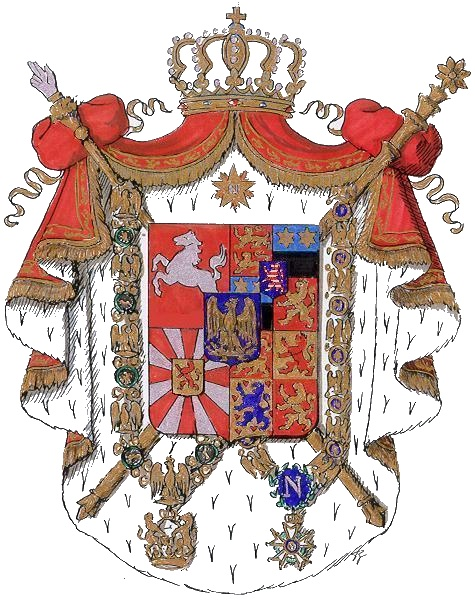
Blason du royaume de Westphalie

En 1807, l’Allemagne du Nord étant occupée par Napoléon et le Saint Empire Romain Germanique dissous, après les traités de Tilsit, le royaume de Westphalie fut constitué par le pays de Hanovre, celui de Brunswick-Wolfenbüttel et d’autres territoires. Jérôme, le frère de Napoléon, y régna depuis sa capitale Cassel. Ce nouvel empire utilisait aussi le cheval de Saxe, ou plutôt le cheval de Westphalie, en tête de son écusson à cases multiples.
Contre cet empire, utilisant également l’emblème du cheval de Saxe comme étendard, se battaient le prince électeur de Hanovre, aussi roi de Grande-Bretagne et d’Irlande, ainsi que le duc de Brunswick-Lüneburg. L’armée hanovrienne, la “King’s German Legion”, s’allia aux troupes britanniques, le duc Frédéric-Guillaume de Brunswick-Wolfenbüttel qui s’était d’abord battu avec son corps franc financé de façon privée, le “Schwarzen Schar”, à travers toute l’Allemagne, puis vers l’Angleterre, finit par combattre les troupes de Napoléon en alliance avec la “German Legion” sur d’importants champs de bataille lors de la guerre d’indépendance espagnole et en Italie.
Contrairement à son parent, le prince électeur de Hanovre qui, en tant que roi de Grande-Bretagne et d’Irlande, régnait sur un empire mondial, après la perte de la principauté de Brunswick-Wolfenbüttel, il ne resta au duc Frédéric-Guillaume qu’un héritage maternel : le petit duché d’Oels, un fief prussien en Silésie. C’est pourquoi il devait se battre fermement pour son héritage principal, ce qu’il fit avec la ténacité nécessaire. Pour exprimer sa détermination et ses liens avec le duché de Brunswick, il combina, sur les étendards de ses bataillons, l’héraldique de la dynastie de Guelfe avec le cheval de Saxe. A cela s’ajoutèrent des devises marquantes telles que: “Sieg oder Tod”(la victoire ou la mort), “Mit Gott für Fürst und Vaterland”(Avec Dieu, pour le prince et la patrie) et “Nunquam retrosum” (Jamais de repli). Les paquetages militaires de ses “Braunschweig-Lüneburgschen Jäger” (les chasseurs de Brunswick-Lüneburg) qui combattaient sous les ordres britanniques en Espagne, portaient ainsi une représentation du cheval de Saxe.
Le duc trouva la mort durant la bataille des Quatre Bras, deux jours avant la bataille de Waterloo. Mais grâce à sa présence militaire permanente sur tous les champs de bataille importants durant la Campagne d’Allemagne, le duché de Brunswick put obtenir son indépendance lors du Congrès de Vienne.

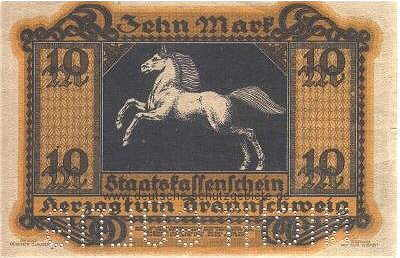
Un billet de banque de Brunswick

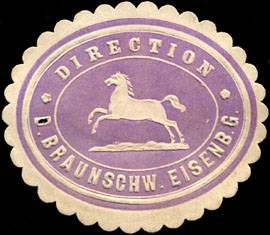
Le sceau de la compagnie ferroviaire du duché de Brunswick

### Dans la confédération germanique et dans l’empire allemand
Après la fin de la Campagne d’Allemagne, le royaume de Hanovre et le duché de Brunswick ont été constitués en 1814 en tant qu’états successeurs des Guelfes qui, tous deux, ont rejoint la confédération germanique. Tous deux utilisaient également le cheval en plein saut sur un blason rouge comme “petit écusson”. Il est aussi devenu le motif préféré pour symboliser des services royaux tels que l’armée, la poste et les chemins de fer.
C’est pourquoi, au début de l’année 1852, les premiers timbres émis par la poste de Brunswick montrent le cheval de Saxe blanc dans un ovale rouge. Ce qui est intéressant sur le plan philatélique, c’est que ces timbres de Brunswick ont été les premiers d’Allemagne à être imprimés sur du papier blanc-jaune, alors que les autres étaient imprimés à l’encre noire sur du papier coloré. C’était la seule façon possible de représenter un cheval blanc.

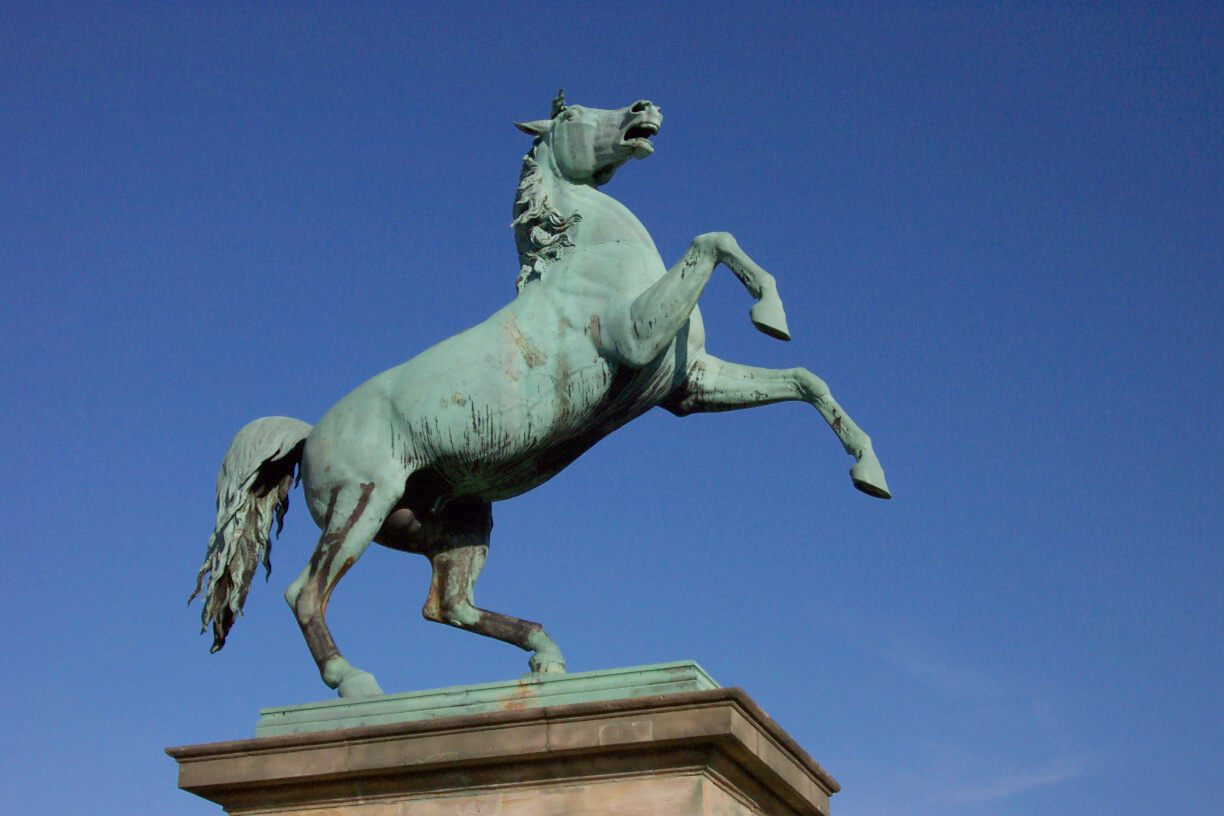
La statue de bronze du cheval de Saxe à Hanovre

Lorsque, après la guerre austro-prussienne de 1866, le royaume de Hanovre fut annexé par la Prusse, devenant une province prussienne, celle-ci obtint le cheval de Saxe comme unique blason. La famille royale ayant été obligée de fuir la puissance prussienne victorieuse et de s’exiler, il n’était pas imaginable d’employer l’héraldique de la dynastie des Guelfes. L’utilisation du cheval de Saxe était considérée comme une reconnaissance de l’identité hanovrienne de la population et non comme un symbole indissociable de la famille des Guelfes. Il a tout de même fallu quelques années avant que le blason de la province soit autorisé. Par la suite, le cheval de Saxe est devenu plus que jamais l’incarnation de l’identité guelfe-hanovrienne et le symbole de la résistance contre la domination prussienne.
C’est pour cela que la réalisation en 1866 d’une statue de bronze du cheval de Saxe, plus grande que nature, par le sculpteur Albert Wolff à la demande du roi de Hanovre, est devenue un événement politique. A l’origine, elle devait être installée sur la balustrade du château des Guelfes, ce qui était désormais hors de question. L’envoi de la statue à l’exposition universelle de Paris en 1867 fut également annulé par crainte que le roi Georges V de Hanovre vivant en exil puisse, depuis l’étranger, revendiquer la possession de la statue. C’est pourquoi elle resta durant des années sous les portes de l’entrée principale du château. C’est seulement en 1879, lorsque l’école technique supérieure royale, qui devint plus tard l’Université de Hanovre, s’installa dans le bâtiment que le cheval trouva une place digne de lui sur un socle en pierre installé sur l’esplanade. Il occupe encore aujourd’hui cette place.
Mais après 1866, même depuis son exil, la famille hanovrienne des Guelfes a tenté de lutter contre l’occupation prussienne de son pays. L’usage de la force militaire fut même envisagé, mais sans être mis en œuvre. Encore une fois, le cheval de Saxe a joué un rôle dans la propagande. La chanson Sachsenroß am Kragen (le cheval de Saxe au col) de H. Matthe en témoigne encore :

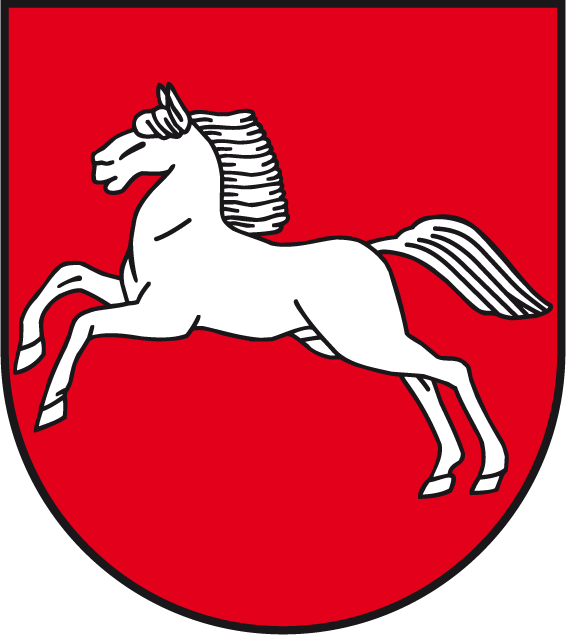
Le blason du l’état libre de Brunswick 1922–1946

"Auf! Niedersachsens Söhne stärket unsere Reih’n. (Debout, fils de Basse-Saxe, fortifiez nos rangs.)
Jetzt ist die Stund gekommen, die Heimat zu befrei’n. (L’heure est venue de délivrer notre partie.)
Sachsenroß am Kragen, gelb und weiß das Band, (Le cheval de Saxe au col, une bande jaune et blanche,)
Niedersachsens Söhne werden wir genannt. (Nous nous appelons les fils de Basse-Saxe.)"
de : Lieder der Deutschen Legion (Chansons de la légion allemande)
Le 28 septembre 1912, dans le duché de Brunswick, le cheval de Saxe est passé d’un usage de petit blason plutôt non officiel à celui de “sceau officiel” utilisé par les administrations sur les tampons administratifs.

### La république de Weimar
Après l’abolition de la monarchie en 1918, Hanovre demeura une province prussienne, Brunswick resta indépendant et devint un état libre. Dans ces deux territoires, le cheval de Saxe devint ou plutôt resta l’unique blason officiel, instauré à Brunswick par l’article 1 de la constitution du 6 janvier 1922. Lorsqu’en 1924, la Prusse tenta d’ajouter un aigle prussien au sommet du blason de la province de Hanovre, la population hanovrienne protesta avec une telle violence que la modification a dû être annulée dès 1925.

### Le Land de Westphalie
Au XIIe siècle, les archevêques, plus tard princes électeurs de Cologne, ont hérité de Henri XII de Bavière la partie westphalienne de l’ancien pays de Saxe., Ils ne contrôlaient cependant que le territoire du duché voisin de Westphalie. Afin de souligner leur domination sur ce territoire et leur revendication de toute la Westphalie, ils s’approprièrent, eux aussi, le cheval de Saxe pour parvenir à leur fin. Il est cette fois représenté se cabrant et non plus en plein saut, donc un peu plus redressé. Sa queue est aussi “relevée”, donc dressée vers le haut. C’est ainsi qu’est apparu le tout aussi populaire cheval de Westphalie. Les habitants de Cologne l’ont utilisé à partir de 1469 sur des pièces de monnaie et depuis 1500 environ comme partie de leur écusson. Le royaume de Westphalie créé par Napoléon plaça aussi le cheval de Westphalie dans la première case de son blason. Plus tard, la Westphalie est devenue une province prussienne. C’est ainsi que le cheval a fait également son apparition dans les armoiries de l’état de Prusse.
Le cheval de Westphalie représente encore aujourd’hui la partie westphalienne dans l’écusson du Land de Rhénanie-du-Nord-Westphalie.

### Le duché de Saxe-Lauenburg
Le duché de Saxe-Lauenburg qui a temporairement fait partie du royaume de Hanovre avait également un blason constitué d’une tête de cheval sur un bouclier rouge. La tête était tout d’abord dorée, avant d’être remplacée par une tête blanche. Lorsque le duché fut annexé par la Prusse, son blason a été doté d’une bordure noire et blanche aux couleurs de la Prusse.

Le blason de la maison de Savoie

### La ville de Wolfenbüttel
Lorsque le duc Jules de Brunswick-Wolfenbüttel octroya à sa ville de résidence Wolfenbüttel (nommée à l’époque Heinrichstadt) son statut de ville en 1570, il lui choisit également un blason qui contenait des éléments du cimier de l’écusson du duché : sur un bouclier bleu, un cheval blanc bridé et sellé, en plein saut devant une colonne rouge avec une couronne dorée et une étoile blanche. Des représentations anciennes comportent une étoile dorée, ce qui correspond à la représentation figurant sur le cimier des ducs.

### Les chemins de fer allemands
Les chemins de fer allemands utilisèrent à partir de 1953 la désignation de « cheval de Saxe » pour nommer deux trains express portant les numéros F 15 et F 18 qui reliaient l’ancienne capitale fédérale Bonn à la capitale du Land de Basse-Saxe, Hanovre, depuis le planning d'été 1951. Les trains avaient des correspondances de et vers Hambourg. À partir de 1954 (jusqu’en 1963), le trajet a été réduit à la distance entre Cologne et Hanovre et les numéros de train modifiés en F 15 et F 16. Ils ne comportaient que des places en 2e classe (l’ancienne), après la réforme des classes de 1956, uniquement des places en 1re classe (la nouvelle). Sur les plannings établis depuis 1969, des modifications furent apportées aux numéros de trains et aux trajets : tout d’abord Francfort-Hanovre-Cologne, puis en 1970 Brême-Hanovre-Francfort (et en direction du sud jusqu’à Mannheim). Finalement, en 1971, les liaisons Hambourg-Mannheim ont été intégrées au planning à horaire cadencé de l’Intercity.

### Autres apparitions
Le cheval de Saxe se retrouve également sur le blason des ducs de Saxe-Altenbourg (depuis 1826), de Saxe-Cobourg-Gotha (depuis 1821) et curieusement sur celui de la maison de Savoie. Emmanuel-Philibert de Savoie l’introduisit en 1560 afin de marquer sa supposée appartenance à la descendance du duc de Saxe Widukind. Il se trouve en outre sur l’écusson de la ville de Konin qui a autrefois fait partie de la Prusse du sud.

## L’utilisation actuelle

### Le Land de Basse-Saxe

#### Le blason de Basse-Saxe
Avant même que le 25 février 1947 la Prusse ne soit déclarée dissoute par les forces alliées de la Seconde Guerre mondiale, le 23 août 1946 la province prussienne de Hanovre avait retrouvé son autonomie en tant que Land. Immédiatement, le cheval de Saxe est redevenu le blason du Land. Le Land de Brunswick avait déjà pris cette décision concernant son écusson le 8 juillet 1946.
Le gouvernement militaire britannique décida de rassembler les Lands de Hanovre, Brunswick, Oldenbourg et Schaumbourg-Lippe afin de créer le nouveau Land de “Basse-Saxe”, ce qui fut réalisé le 1er novembre 1946. Tandis que dans le cercle des Länder à Bonn, le cheval de Saxe était déjà employé de façon non officielle comme nouveau blason de Basse-Saxe, la discussion officielle dura encore un temps pour déterminer s’il fallait intégrer les écussons d’Oldenbourg et de Schaumbourg-Lippe dans un blason combiné, comme ceux de la Rhénanie-du-Nord-Westphalie ou de la Rhénanie-Palatinat. L’opinion qu’il était plus judicieux d’utiliser un blason simple et facile à mémoriser, comme le cheval de Saxe justement, finit par s’imposer. Les Lands de Hanovre et de Brunswick représentaient tout de même les quatre cinquièmes de la population totale du nouveau Land. Durant des années, le cheval de Saxe fut l’écusson non officiel du nouveau Land. La décision officielle de choisir le cheval de Saxe comme blason du Land a été votée par une large majorité du Landtag le 3 avril 1951 et inscrite dans la “constitution provisoire de Basse-Saxe” du 13 avril 1951. Pour son utilisation administrative, une convention de conformité du motif fut instaurée, ce qui signifie que les libertés de création héraldique ne devaient pas s’appliquer aux usages officiels. C’est ainsi que le motif dessiné par Gustav Völker fut fixé de façon contraignante par la “loi sur les blasons, drapeaux et sceaux” du 13 octobre 1952. La nouvelle “constitution de Basse-Saxe” du 19 mai 1993 reprend cette réglementation et stipule dans l’article 1, paragraphe 3:
« La Basse-Saxe emploie comme blason le cheval blanc sur un fond rouge et sur le drapeau les couleurs noir, rouge, or avec le blason du Land. »
En décembre 1990, le gouvernement SPD du Land a introduit un “logo de Basse-Saxe” abstrait : le logo rouge représentant en trait, point et arc une tête de cheval fortement stylisée avec l’inscription noire “Niedersachsen”. Toutes les administrations de Basse-Saxe en ont fait leur signe distinctif. Son utilisation par des associations, des entreprises et pour des initiatives locales était explicitement souhaitée, mais soumise à autorisation. Le gouvernement CDU du Land remplaça le logo par le blason traditionnel du cheval avec effet au 1er décembre 2004. Le changement du logo en logo-blason a eu lieu sans incidence budgétaire, puisque les anciens imprimés ont ainsi été épuisés.
Ce qui pose problème, c’est que le blason de Basse-Saxe est fréquemment utilisé, en rapport avec le folklore, par des organismes non officiels. Des clubs de tir l’utilisent ainsi souvent, ce qui est officiellement illégal. Une application stricte de la réglementation a été jusqu’ici évitée par le Land de Basse-Saxe, mais elle est de plus en plus exigée par des services officiels.
Pour la campagne de mise en valeur des capacités innovatrices de Basse-Saxe (en 2008), le slogan suivant est utilisé: “Vous connaissez nos chevaux. Faites l’expérience de notre puissance.” Ici, la référence au cheval de Saxe en tant qu’animal emblématique renvoie à l’importance mondiale de l’industrie automobile du Land.

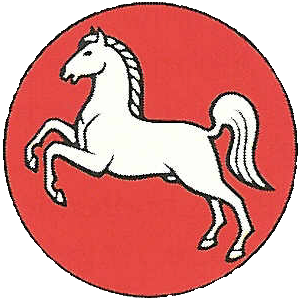
Le symbole de Basse-Saxe en 1990

#### Le symbole de Basse-Saxe
Comme le blason officiel du Land de Basse-Saxe ne peut être employé que par des services publics, en mai 1990 fut développé le “symbole de Basse-Saxe” qui peut être utilisé librement à des fins privées ou commerciales. Il s’agit d’un cheval de Saxe blanc sur un disque rouge ou noir.
A l’occasion du soixantième anniversaire du Land en 2006, l’agence publicitaire Gingco de Brunswick conçut un nouveau “symbole de Basse-Saxe” avec un cheval blanc galopant vers la droite, sur un fond ovale et rouge, comme un cheval de Saxe en perspective. Cette représentation graphique est reprise dans d’autres logos en relation avec le Land, comme ceux d’”Innovation Niedersachsen” (“Innovation Basse-Saxe) et aussi de trains privés de Basse-Saxe. Une décision du 6 février 2007 du gouvernement du Land autorise un large usage de ce logo appelé “symbole de Basse-Saxe” par les groupes de population les plus divers, comme des fédérations, des associations, des entreprises et des personnes privées. La décision concernant l’utilisation du symbole dans les cas particuliers est prise par la chancellerie de Basse Saxe. La condition préalable est de signer une convention d’utilisation. En règle générale, le symbole ne peut pas être utilisé à des fins commerciales.

#### Une représentation plastique
Aujourd’hui une statuette tridimensionnelle en porcelaine du cheval de Saxe est volontiers offerte par le gouvernement du Land à l’occasion de visites d’État et en tant que distinction, c’est pourquoi elle apparaît souvent dans les médias. La figurine a été conçue par Walter Nitzsche en 1957 et est aujourd’hui produite en trois tailles différentes par la manufacture de porcelaine de Fürstenberg.

### Le Land de Rhénanie-du-Nord-Westphalie

#### Le blason de la Rhénanie-du-Nord-Westphalie

Le blason des régions de Rhénanie-du-Nord-Westphalie depuis 1953

Après la Seconde Guerre mondiale, le nouveau Land de Rhénanie-du-Nord-Westphalie ne pouvait pas recourir à un emblème de souveraineté déjà existant. C’est pourquoi le gouvernement du Land décida en 1947 d’accorder au peuple, à travers un appel d’offres public, le droit de participer à son élaboration. Il en ressortit que la décision se ferait en faveur d’une combinaison entre les blasons des trois régions : la Rhénanie, la Westphalie et Lippe.
La première version dans ce sens fut réalisée par le peintre Wolfgang Pagenstecher, originaire de Düsseldorf, en octobre 1947. La version définitive a été choisie par une commission mise en place par le gouvernement du Land. Les emblèmes de souveraineté du Land sont aujourd’hui fondés sur les lois correspondantes de 1953 et de 1956.
Le blason actuel du Land montre, dans un bouclier séparé en trois parties avec une pointe greffée en-bas : devant, sur fond vert, une barre blanche ondulée et penchée vers la gauche, derrière un cheval blanc se cabrant sur un fond rouge et, en-bas, sur fond blanc, une rose rouge dont le cœur et les sépales sont dorés. Le cheval blanc y symbolise la partie du Land que constitue la Westphalie. La rose dans la partie inférieure est la rose lippienne (renversée), la barre blanche ondulée représente le Rhin et la Rhénanie.
Le cheval est celui de Westphalie, la version westphalienne du cheval de Saxe. Aujourd’hui c’est sa queue relevée qui est considérée comme typique du cheval de Westphalie.

#### L’association des régions de Westphalie-Lippe

Le blason de l’association des Lands de Westphalie-Lippe

En tant qu'héritière de l’ancienne association de provinces de Westphalie, l’association des régions de Westphalie et Lippe emploie également le cheval de Westphalie dans son blason.

### La Bundeswehr

La 19e brigade blindée
Premier régiment d’artillerie
Insigne de la 1re division blindée
Insigne de la 21e brigade blindée
Insigne du 72e escadron de chasse

#### L’armée de terre
La 1re division blindée de l’armée de terre de la Bundeswehr possède comme insigne un bouclier dont une moitié est blanche, l’autre jaune. Il est encadré par un cordon argenté et, au milieu, se trouve un bouclier rouge sur lequel apparaît un cheval en plein saut. La division dont l'état-major se trouve à Hanovre reprend, avec son insigne, les emblèmes de l’ancienne armée hanovrienne. Au XIXe siècle, le jaune et le blanc étaient les couleurs du royaume de Hanovre. Les soldats portent l’insigne sur la manche gauche de leur tenue de service.
La 1re division blindée est forte de nettement plus de 10 000 hommes et est en ce moment restructurée en force d’intervention. Son nom restera inchangé. Les organismes de la 1re division blindée sont répartis entre les Länder de Schleswig-Holstein, Basse-Saxe, Rhénanie-du-Nord-Westphalie et Bavière. Ses soldats ont déjà été engagés au Cambodge, en Bosnie-Herzégovine, au Kosovo, en Macédoine, en Afghanistan et au Koweït. Jusqu'à présent, plus de 7650 soldats de la division ont été engagés à l’étranger.
La 21e brigade blindée qui est rattachée à la division et stationnée à Augustdorf, en Rhénanie-du-Nord-Westphalie, a le cheval de Westphalie sur son insigne, tout comme certains bataillons sous ses ordres. La 21e brigade blindée faisait autrefois partie de la 7e division blindée, aujourd’hui dissoute, qui présentait également le cheval de Westphalie sur son blason.

#### La marine
Le blason de Basse-Saxe avec son cheval se trouve aussi sur la proue de la frégate F208 “Niedersachsen”, un bateau de la marine allemande mis hors service en 2015, appartenant à la catégorie 122, également appelée catégorie de Brême. Huit frégates appartiennent à cette catégorie, elles sont nommées d’après des Länder et des grandes villes allemandes. Elles se trouvent à Wilhelmshaven. Ces bateaux sont équipés pour mener des batailles navales et pour combattre des sous-marins.

#### L’armée de l’air
Le cheval de Westphalie décore également l’insigne du 72e escadron de chasse qui était stationné à Rheine et à Hopsten en Rhénanie-du-Nord-Westphalie jusqu’en 2006 et qui a été dissous depuis.

## L’utilisation par des organisations non-gouvernementales

### En tant qu’image

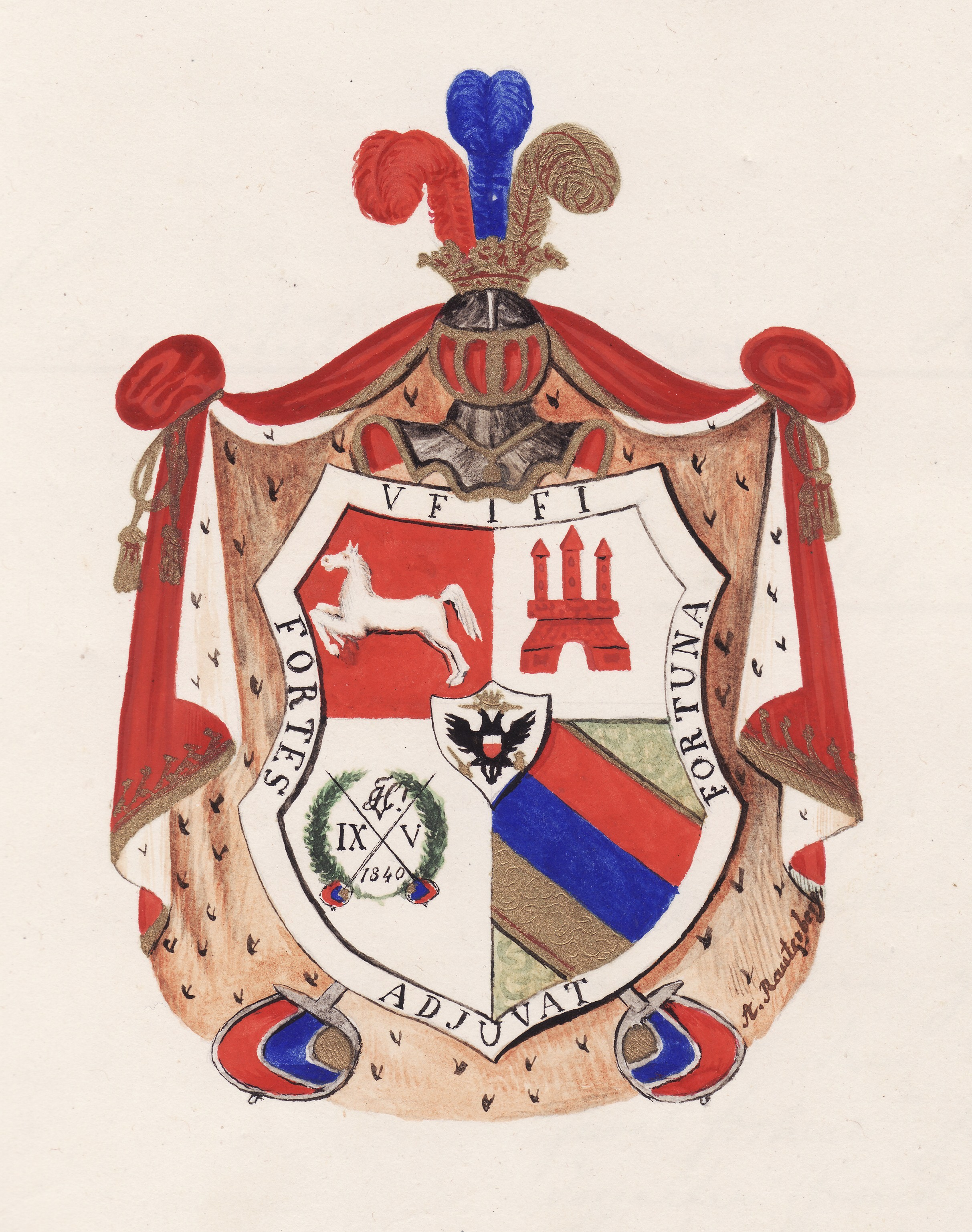
Le cheval des Guelfes sur le blason du Corps Hannovera Göttingen

À l'apparition d’organisations non-gouvernementales au XIXe siècle, le cheval de Saxe a également été choisi en tant que symbole identitaire. Dans les territoires des Guelfes, des clubs de gymnastique, de chant et de tir ont placé le cheval sur leurs drapeaux.
Dans une grande partie de l’Allemagne, des associations étudiantes, surtout si elles avaient un lien avec les territoires de (Basse-)Saxe, ont eu recours au cheval blanc sur fond rouge en tant que composant de leurs blasons étudiants, souvent comme écusson central. Cela concerne particulièrement des associations portant le nom de “Saxonia”, “Hannovera” ou bien “Hannoverania” et “Brunsviga”. Des associations appelées “Gestphalia” montrent de manière analogue le cheval de Westphalie “se cabrant” sur le blason. La plus vieille utilisation connue du cheval de Saxe dans le domaine universitaire est un insignium nationis saxonicae (en français : insigne des habitants de (Basse-)Saxe) peinture sur bois du XVIIe siècle conservée par l’université de Leipzig.
Des entreprises se servent encore et encore également du cheval de Saxe comme signe distinctif, comme la Öffentliche Versicherung Braunschweig (compagnie d’assurance publique de Brunswick). L’entreprise a été fondée en 1754 par le duc Charles Ier de Brunswick en tant qu’établissement d’assurance-incendie de la région, activité qu’elle exerce encore aujourd’hui dans le sud-est de Basse-Saxe, proposant également des assurances-vie et des assurances de biens. Le logo de l’entreprise montre un cheval de Saxe jaune sur un cercle bleu. Les couleurs font référence aux couleurs officielles du duché de Brunswick depuis 1830.
L’équipementier automobile  Continental AG, basé à Hanovre, emploie aussi la silhouette du cheval de Saxe, en orange ou en noir, les deux couleurs de l’entreprise, à côté de l’inscription de son nom sur le logo de l’entreprise. Celle-ci fut fondée en 1871 à Hanovre.
L’association “Braunschweigische Landschaft e. V.” s’est fixé pour objectif d’entretenir l’identité du Land de Brunswick et l’attachement de la population à l’histoire, même après la création du Land de Basse-Saxe. Elle emploie une silhouette du cheval de Saxe comme logo.

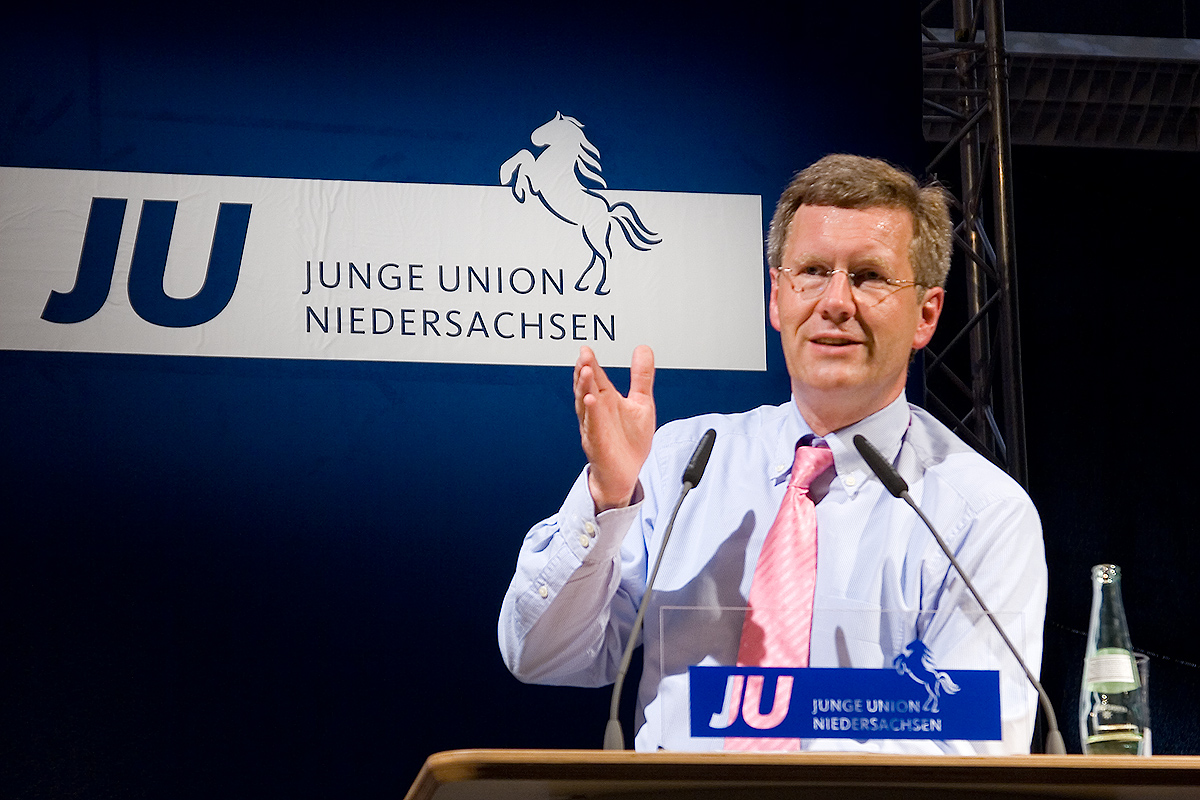
Le ministre-président Christian Wulff lors d’un discours en 2007, en arrière-plan, le cheval de Saxe sur le logo de la “Jungen Union” de Basse-Saxe.

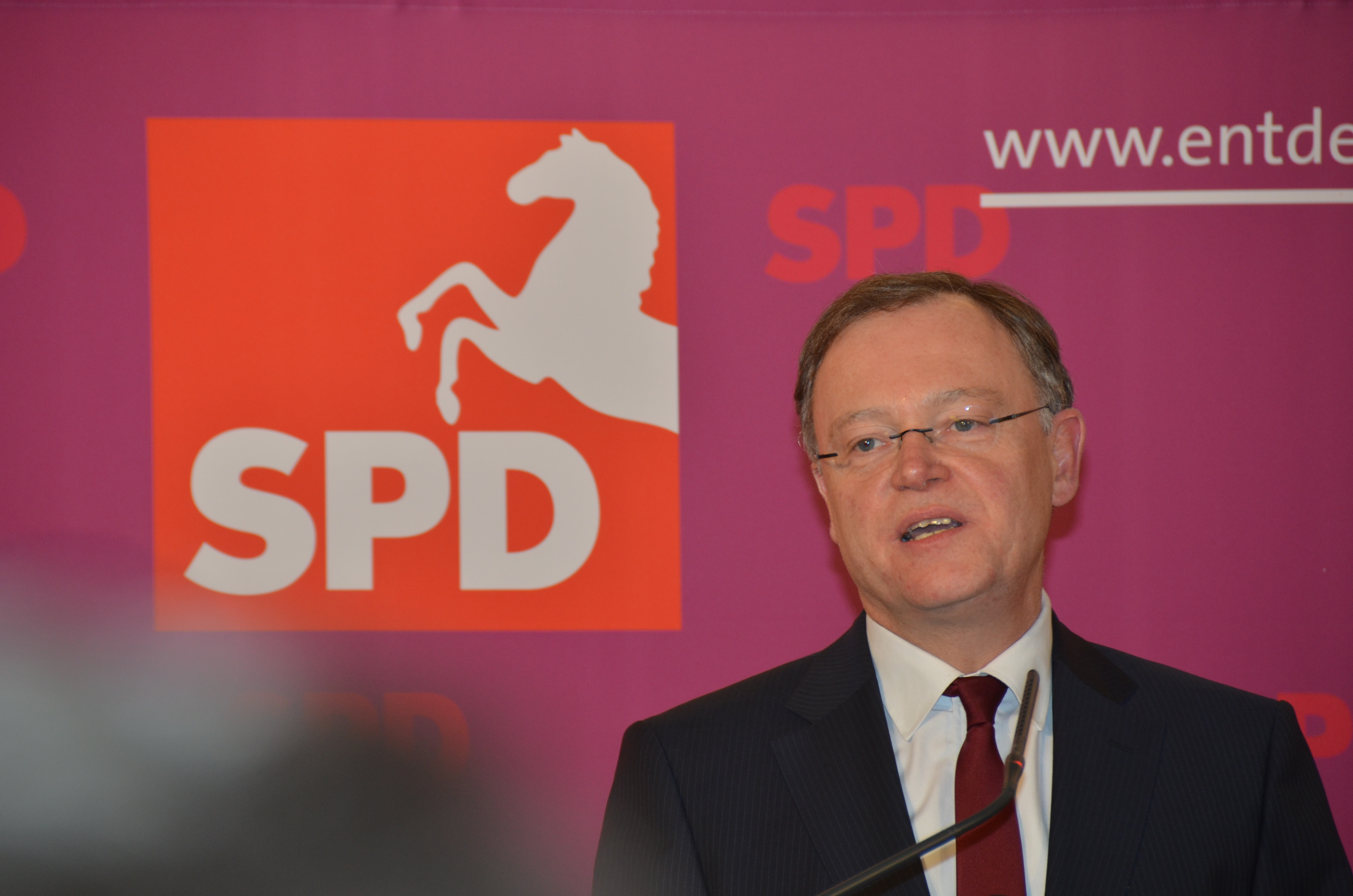
Le ministre-président Stephan Weil au soir des élections pour le Landtag en Basse-Saxe, en 2013, avec le cheval de Saxe dans le logo du SPD.

Les fédérations régionales de Basse-Saxe des grands partis politiques (CDU, SPD) utilisent également le motif du cheval sur leurs logos.
Le club sportif TSV Fortuna Sachsenross Hannover emploie lui aussi le cheval de Saxe comme logo.

### En tant que mot
Le “Cheval de Saxe” est également un nom très apprécié en gastronomie. Par exemple:
- L’hôtel-pension Sachsenross à Altenau dans le Harz
- L’hôtel-restaurant Zum Sachsenroß à Nörten-Hardenberg
- L’hôtel Sachsenross à Bruchhausen-Vilsen
- L’auberge rurale Zum Sachsenross à Uetze-Hänigsen

De plus, le club sportif “TSV Fortuna Sachsenross von 1891 e. V.” de Hanovre a adopté le nom de l’animal héraldique de Basse-Saxe.
Depuis 1953, la Deutsche Bundesbahn, ou plutôt la Deutsche Bahn AG, donne toujours le nom de “cheval de Saxe” à l’un de ses meilleurs trains longue distance. Cela commença avec les “F-Zügen” et continua avec les trains InterCity et ICE jusqu’à aujourd’hui. Au départ, il s’agissait de trains qui partaient de Hanovre ou s’y rendaient, plus tard de trains circulant dans la direction nord-sud et s’arrêtant à Hanovre.

## Des nouvelles créations modernes
Le cheval de Saxe inspire encore aujourd’hui le peuple de Basse-Saxe lorsqu’il s’agit de créer un symbole moderne d’identité.
C’est ainsi que, pour soutenir son travail de relations publiques pour l’idée européenne, le gouvernement de Basse-Saxe a créé le Europa-Informationszentrum Niedersachsen (centre d’informations européen de Basse-Saxe) dont la figure sympathique est le cheval d’Europe Eurogaloppo, une combinaison du cheval de Basse-Saxe avec des symboles européens.
Depuis 1997, le théâtre “ am Küchengarten (-TAK)” de Hanovre attribue chaque année un prix de cabaret convoité, le Gaul von Niedersachsen (le canasson de Basse-Saxe), doté de 2500 euros. Le trophée en métal représente l’arrière-train d’un cheval. Depuis 2003, il existe un prix d’encouragement doté de 1000 euros pour la génération montante d’artistes, le Fohlen von Niedersachsen (le poulain de Basse-Saxe) dont la statuette représente un jeune cheval se roulant sur le dos.
L’arrondissement de Göttingen décerne un prix de l’innovation dont le trophée en bronze représente un homme portant le cheval de Saxe sur son dos. La sculpture a été réalisée par l’artiste originaire de Göttingen, Christian Jankowski (né en 1968).

## D’autres blasons de chevaux
Lorsque l’on considère que les blasons européens sont apparus en tant que symboles identitaires des chevaliers, une aristocratie militaire combattant à cheval, il peut paraître étonnant que le cheval, en tant que “figure commune”, n'apparaît que relativement rarement sur les blasons européens. En revanche, le motif du “cavalier” est plus fréquent, particulièrement en Europe de l’Est, mais également les créatures fabuleuses telles que le centaure, la licorne ou Pégase. 

Le blason de Stuttgart
Le "cheval blanc de Haag" sur le blason d'Albaching
Le blason de Michelfeld
Le blason d'Allmendingen (Wurtemberg)

Le seul autre blason allemand comportant un cheval connu au niveau national est celui de la ville de Stuttgart qui représente un cheval noir se cabrant sur un bouclier doré. Cet animal héraldique emprunté par le logo de la marque de voitures de sport Porsche a même atteint une notoriété internationale. Selon une théorie, le logo de la marque concurrente Ferrari trouverait lui aussi son origine dans le blason de la ville de Stuttgart (voir aussi : “Cavallino Rampante”).
Le “cheval blanc de Haag” est moins connu. Le blason du comté de Haag, territoire de Haute-Bavière directement dépendant de l’Empire depuis le Xe siècle, représente depuis 1245 un cheval blanc en plein saut sur un bouclier rouge. Le comté fut dissout en 1804. La commune de Haag utilise toujours ce blason. C’est de lui qu’a été dérivé en 1973 le blason de la nouvelle commune de Sankt Wolfgang située sur le territoire de l’ancien comté. Le blason de la commune d’Albaching comporte également une représentation du cheval blanc de Haag, portant toutefois une bride, dans un cadre rouge.
ll y a encore en Allemagne quelques petites communes près de Stuttgart, dont le nom est combiné aux mots “Ross”, “Pferd”, “Hengst” ou “Stut(e)” (appartenant tous au champ lexical du cheval) et dont les blasons représentent le motif du cheval, tantôt portant une bride ou une selle, tantôt en liberté. Parfois aussi leurs blasons représentent juste une tête de cheval.

### Basse-Saxe
- Das Niedersachsenross (Memento du 4 février 2009 sur Internet Archive) (via Internet Archive)
- Niedersachsen: Wappen und Flagge
- Niedersächsische Verfassung, Artikel 1, Satz (3) zum Landeswappen
- Geschichte der Niedersachsen und des Sachsennamens
- Europäisches Informations-Zentrum (EIZ)
- Niedersachsen Niedersächsisches Europa-Pferd „Eurogaloppo“

### Hanovre
- Königreich Hannover

### Brunswick(-Wolfenbüttel)
- Das große Wappen des Herzogtums Braunschweig mit dem Sachsenross als Helmzier
- Herzoglich-Braunschweigischer Staatskassenschein über 10 Mark (Rückseite) mit Sachsenross

- Braunschweigische Landschaft e. V.

### Guelfes
- Heutiges Familienwappen der Welfen auf der Welfen-Website

### Entreprises, associations
- Das „Niedersachsenross“ aus der Porzellanmanufaktur Fürstenberg
- TSV Fortuna Sachsenross Hannover (Niedersachsenliga West – Fußball)
- TV „Sachsenross“ Hille

### Blasons de communes
- Wappen von Althengstett (Landkreis Calw, Baden-Württemberg)
- Wappen von Pferdsdorf (Wartburgkreis, Thüringen)
- Wappen von Pfersdorf (Ortsteil von Hildburghausen, Kreis Hildburghausen, Thüringen)
- Wappen von Rossbach (Ortsteil von Wolfstein, Kreis Kusel, Rheinland-Pfalz)
- Wappen von Rossdorf (Ortsteil von Bruchköbel, Main-Kinzig-Kreis, Hessen)
- Wappen von Rossdorf vor der Rhön
- Wappen von Rossfeld (Kreis Coburg, Bayern)
- Wappen von Rosshaupten (Kreis Ostallgäu)
- Wappen von Rosstal (Kreis Fürth in Bayern)
- Wappen von Rosswein (Kreis Döbeln, Sachsen)
- Wappen und Wappen von Sankt Wolfgang
- Wappen von Stutensee (Kreis Karlsruhe, Baden-Württemberg)
- Wappen von Stuttgart
- Wappen von Wolfenbüttel

### Autre
- 3D-Laserscan-Projekt der Universität Hannover „Sachsenross“